# Václav Hilský
Václav Hilský (6. září 1909 Krásno nad Bečvou – 7. října 2001 Praha) byl český architekt a urbanista.

## Život, tvorba a rodina
Narodil se 6. září 1909 v rodině soustružníka krásenských skláren ve Valašském Meziříčí - Krásně Antonína Hilského a jeho ženy Barbory rodem Holčákové, dcery zahradníka v Krásném..Po studiích navrhoval stavby občanské vybavenosti a pracoval jako urbanista. Jeho návrhy jsou ovlivněny konstruktivismem a funkcionalismem, dospěl na hranici brutalismu. Patřil mezi představitele meziválečné avantgardy a zajímaly ho sociální aspekty architektury. Účastnil se soutěží na malé byty pro chudé. V letech 1945 až 1948 byl tajemníkem Bloku, v letech 1948 až 1953 členem výboru skupiny Mánes. Publikoval v časopisech Architektura, Tvar, Domov. V roce 1981 měl v pražském Mánesu samostatnou výstavu životního díla. Václav Hilský je otec jazykovědce a překladatele Martina Hilského a manžel překladatelky a pedagožky Vlasty Hilské.

## Kariéra

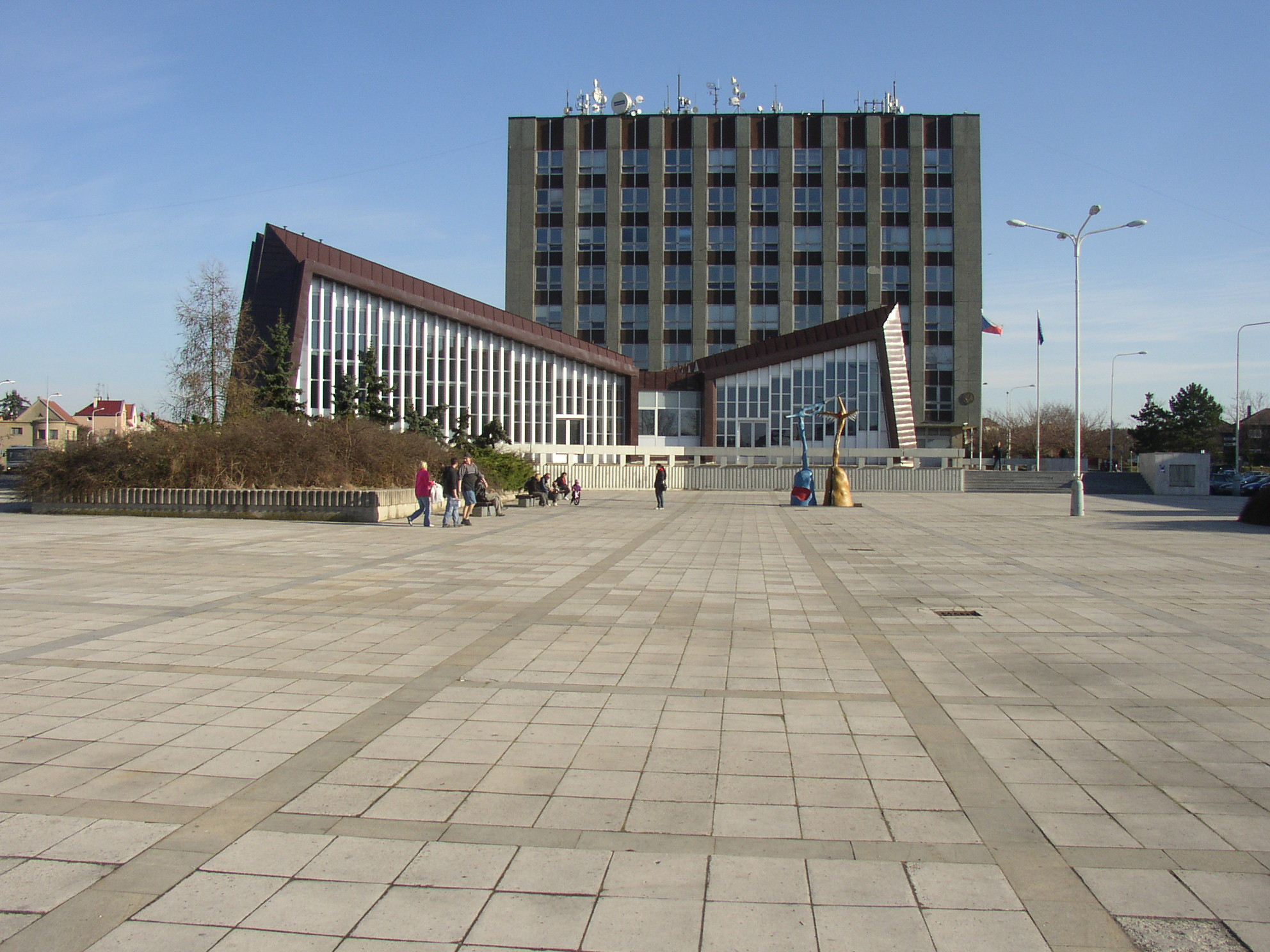
„KOKOS“ (Komunistický kostel) Václava Hilského na náměstí Sítná v Kladně-Kročehlavech, sídlo krajského výboru KSČ z roku 1984. Od roku 2005 většinu prostor budovy využívá Fakulta biomedicínského inženýrství ČVUT.

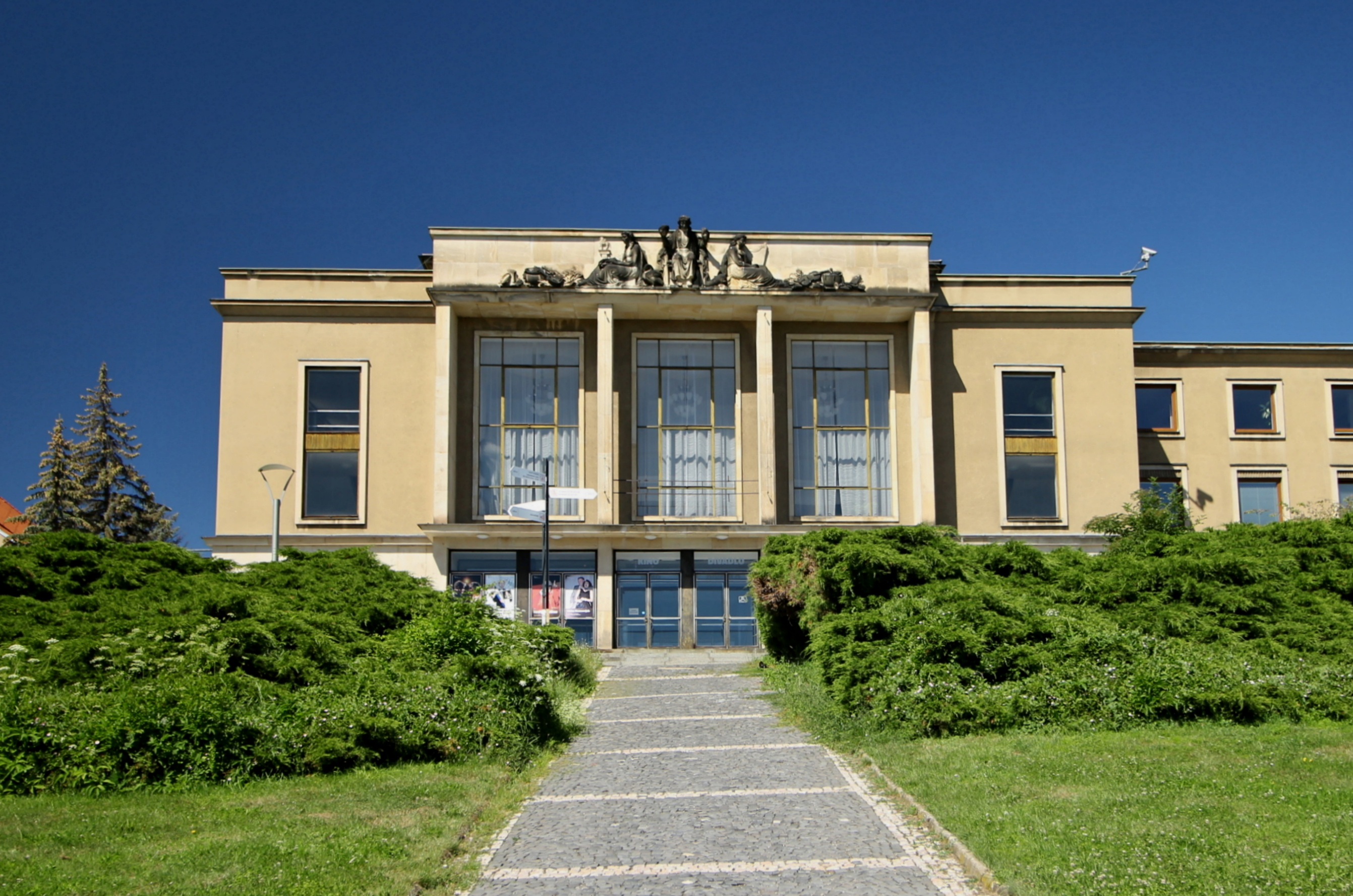
Divadlo A. Dvořáka (Kulturní dům) a Hotel Belvedere v Příbrami

- studium na Odborné škole pro zpracování dřeva ve Valašském Meziříčí
- 1929–1935 studium architektury na Vysoké škole uměleckoprůmyslové v Praze u Otakara Novotného
- 1935–1948 vlastní ateliér
- 1949 vedoucí Krajského projektového ústavu v Praze

## Realizované stavby
- Rodinné domy v Praze-Dejvicích a v Táboře, 1927–1930
- Domy pro chudé v Brně a Praze-Břevnově (spolupráce: Rudolf Jasenský), (1937–1940)
- Činžovní dům v Praze-Střešovicích
- Obchodní dům v Rousínově
- Kolektivní dům v Litvínově (spolupráce: Evžen Linhart, realizováno v letech 1946–1958)
- Sídliště v Kladně-Rozdělově
- Sídliště v Ostravě-Porubě
- Nové Lidice (spolupráce: Richard Podzemný, Antonín Tenzer)
- Kulturní dům v Příbrami
- Kulturní dům v Kladně-Sítné (spolupráce: Jiří Náhlík)
- Městské centrum v Sítné (1960)
- Střední průmyslová škola stavební a Obchodní akademie Kladno (1955)
- Budova Centrotex v Praze (spolupráce: Otakar Jurenka) (1972–1976)
- Památník Vítězství ve Slivici (1970)
- Regulační plán Valašského Meziříčí (1958)

## Nerealizované návrhy
- přestavba starého centra Kladna (1964–1965)

## Vyznamenání a ocenění
- 1968 titul zasloužilý umělec
- 1971 Laureát státní ceny
- 1981 titul národní umělec
- medaile za 1. místo na trienále v Miláně za kolektivní dům v Litvínově společně s Evženem Linhartem